# Salame di Felina
Salame di Felina è il nome dato ad un luogo caratteristico: un monte su cui sorgeva un castello, di cui rimane un'unica torre, a Felina, località del comune di Castelnovo Monti in provincia di Reggio Emilia, nell'Appennino reggiano.

## Storia

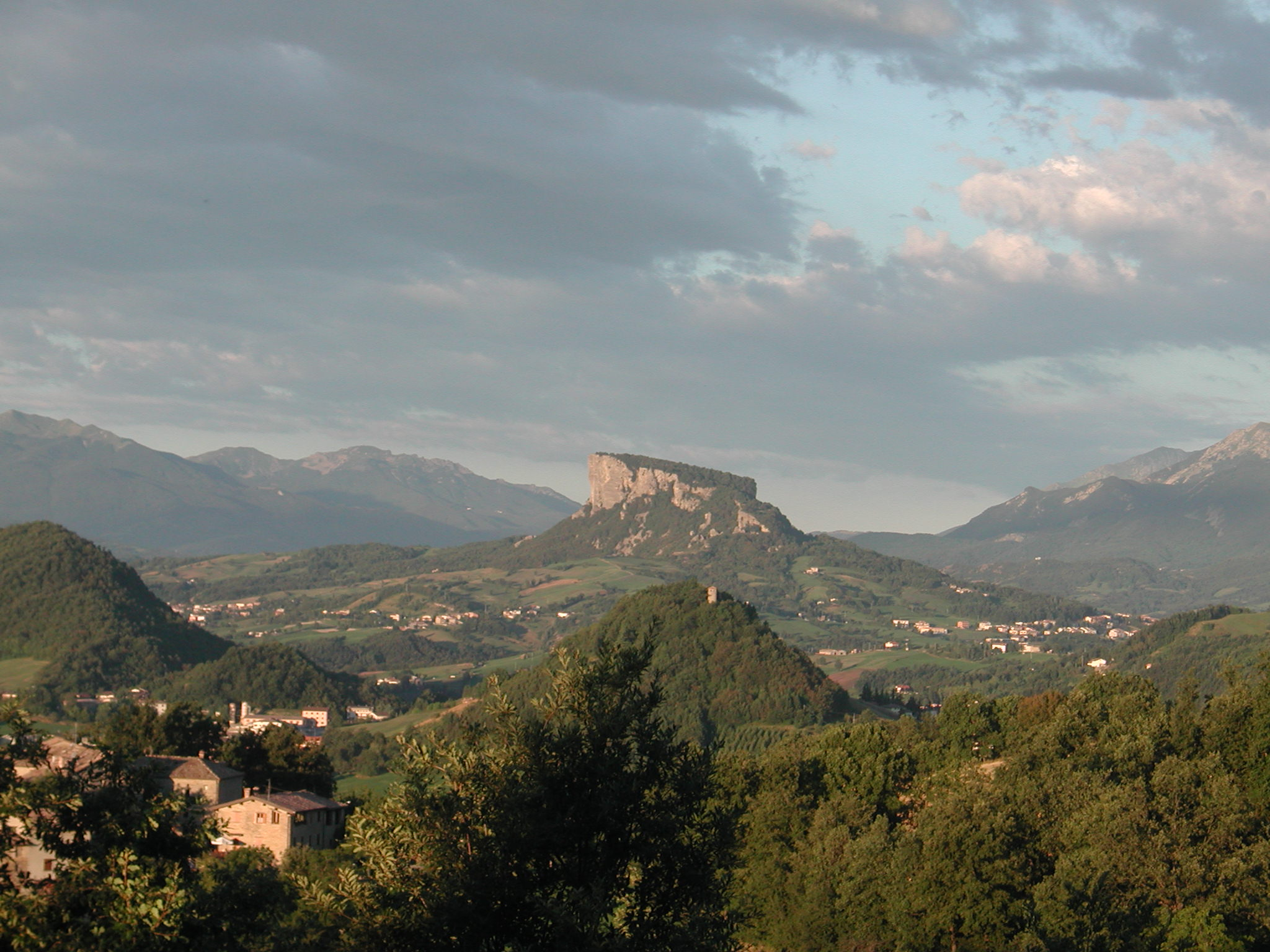
Il Salame di Felina con dietro la Pietra di Bismantova.

L'origine del castello di Felina probabilmente risale al XII secolo, tuttavia è noto già dal 1664 che del complesso originario resta solo la torre. Circa la ragione della sua distruzione non è ancora stata fatta piena luce; probabilmente fu distrutto da un'incursione bellica o fu utilizzato come cava di pietra dopo la sua decadenza. La rocca felinese fu sicuramente un importante tassello nello scacchiere politico del XV secolo durante i conflitti tra Parma e gli Estensi. A dimostrazione di questo è il suo coinvolgimento nella guerra che oppose il comandante di una compagnia di ventura al soldo dei D'Este, Muzio Attendolo detto Sforza, ad un nobile parmense. Nel 1409 vi inflisse su una picca la testa del nemico parmense Ottobuono de' Terzi. L'edificio è ormai composto solo da una torre alta e affusolata dalla fattura tipicamente quattrocentesca, costruita con le pietre conce squadrate che costituivano l'ossatura delle mura, già in rovina dal 1491.
Il "Salame" non fu eretto contemporaneamente alle altre parti del complesso e fu restaurato a posteriori, nonostante la scomparsa del castello. La sua salvezza, svanita la sua funzione difensiva, fu dovuta all'ottima posizione come punto d'osservazione sulla strada del Cerreto. La torre felinese fu quasi abbattuta dal disastroso terremoto del 1920 ma fu ristrutturata sette anni dopo per iniziativa della Soprintendenza ai monumenti che la dedicò ai caduti della prima guerra mondiale. La costruzione, col passare del tempo, fu circondata da una vasta pineta che ricopre tutta l'area dell'antica fortezza, denominata in seguito “Parco della Rimembranza", che ospita una cappella, un orologio e due campane sulle quali sono incisi i nomi dei morti e il “Bollettino della Vittoria” del 1918. Fu oggetto di numerose ristrutturazioni, l'ultima è datata 1990.